# Марпод
Марпод (рум. Marpod) — село у повіті Сібіу в Румунії. Адміністративний центр комуни Марпод.
Село розташоване на відстані 202 км на північний захід від Бухареста, 28 км на схід від Сібіу, 121 км на південний схід від Клуж-Напоки, 89 км на захід від Брашова.

## Населення
За даними перепису населення 2002 року у селі проживали 625 осіб.
Національний склад населення села:
| Національність | Кількість осіб | Відсоток |
| -------------- | -------------- | -------- |
| румуни         | 568            | 90,9%    |
| цигани         | 30             | 4,8%     |
| німці          | 22             | 3,5%     |
| угорці         | 5              | 0,8%     |

Рідною мовою назвали:
| Мова      | Кількість осіб | Відсоток |
| --------- | -------------- | -------- |
| румунська | 597            | 95,5%    |
| німецька  | 23             | 3,7%     |
| угорська  | 5              | 0,8%     |